# Ectropothecium howeanum
Ectropothecium howeanum är en bladmossart som beskrevs av Brotherus och William Walter Watts 1915. Ectropothecium howeanum ingår i släktet Ectropothecium och familjen Hypnaceae. Inga underarter finns listade i Catalogue of Life.